# Bulandshahr (stad)
Bulandshahr is een stad en gemeente in de Indiase staat Uttar Pradesh. Het is de hoofdstad van het gelijknamige district Bulandshahr en ligt ten zuidoosten van het hoofdstedelijk territorium Delhi.

## Demografie
Volgens de Indiase volkstelling van 2001 wonen er 176.256 mensen in Bulandshahr, waarvan 53% mannelijk en 47% vrouwelijk is. De plaats heeft een alfabetiseringsgraad van 63%.